# Liste der Biografien/Meyer, E
Liste der Biografien |
Portal Biografien |
E Personensuche
# |
A |
B |
C |
D |
E |
F |
G |
H |
I |
J |
K |
L |
M |
N |
O |
P |
Q |
R |
S |
T |
U |
V |
W |
X |
Y |
Z |
?
 
Ma |
Mb |
Mc |
Md |
Me |
Mf |
Mg |
Mh |
Mi |
Mj |
Mk |
Ml |
Mm |
Mn |
Mo |
Mp |
Mq |
Mr |
Ms |
Mt |
Mu |
Mv |
Mw |
Mx |
My |
Mz
 
Mea–Mee |
Mef |
Meg |
Meh |
Mei |
Mej |
Mek |
Mel |
Mem |
Men |
Meo |
Mep |
Mer |
Mes |
Met |
Meu |
Mev |
Mew |
Mex |
Mey |
Mez
 
Meyb |
Meyd |
Meye |
Meyf |
Meyg |
Meyh |
Meyi |
Meyj |
Meyk |
Meyl |
Meyn |
Meyo |
Meyp |
Meyr |
Meys |
Meyt |
Meyz
 
Meyen |
Meyer
 
Meyer, A |
Meyer, B |
Meyer, C |
Meyer, D |
Meyer, E |
Meyer, F |
Meyer, G |
Meyer, H |
Meyer, I |
Meyer, J |
Meyer, K |
Meyer, L |
Meyer, M |
Meyer, N |
Meyer, O |
Meyer, P |
Meyer, R |
Meyer, S |
Meyer, T |
Meyer, U |
Meyer, V |
Meyer, W |
Meyer, Y |
Meyer, Z |
Meyerb |
Meyerd |
Meyere |
Meyerf |
Meyerh |
Meyeri |
Meyerl |
Meyerm |
Meyern |
Meyero |
Meyerr |
Meyers
Die Liste der Biografien führt alle Personen auf, die in der deutschsprachigen Wikipedia einen Artikel haben. Dieses ist eine Teilliste mit 80 Einträgen von Personen, deren Namen mit den Buchstaben „Meyer, E“ beginnt.

## Meyer, E
- Meyer, E. Y. (* 1946), Schweizer Schriftsteller

### Meyer, Ec
- Meyer, Eckhard, deutscher Basketballspieler

### Meyer, Ed
- Meyer, Edgar (1853–1925), österreichischer Maler
- Meyer, Edgar (1879–1960), deutscher Physiker
- Meyer, Edgar (* 1960), amerikanischer Kontrabass-Virtuose, Komponist und Arrangeur
- Meyer, Edmund (1864–1931), deutscher Mediziner (Laryngologie) und Hochschullehrer an der Universität Berlin
- Meyer, Eduard, deutscher Politiker im Freistaat Lippe
- Meyer, Eduard (1804–1867), deutscher Pfarrer und Politiker, MdL
- Meyer, Eduard (1806–1889), deutscher Orgelbauer
- Meyer, Eduard (1817–1901), deutscher Jurist, Senatspräsident am Oberlandesgerichts Celle und Mitglied des Preußischen Herrenhauses
- Meyer, Eduard (1826–1899), deutscher Unternehmer und Brauereibesitzer
- Meyer, Eduard (1855–1930), deutscher AlthistorikerEduard Meyer (1855–1930)

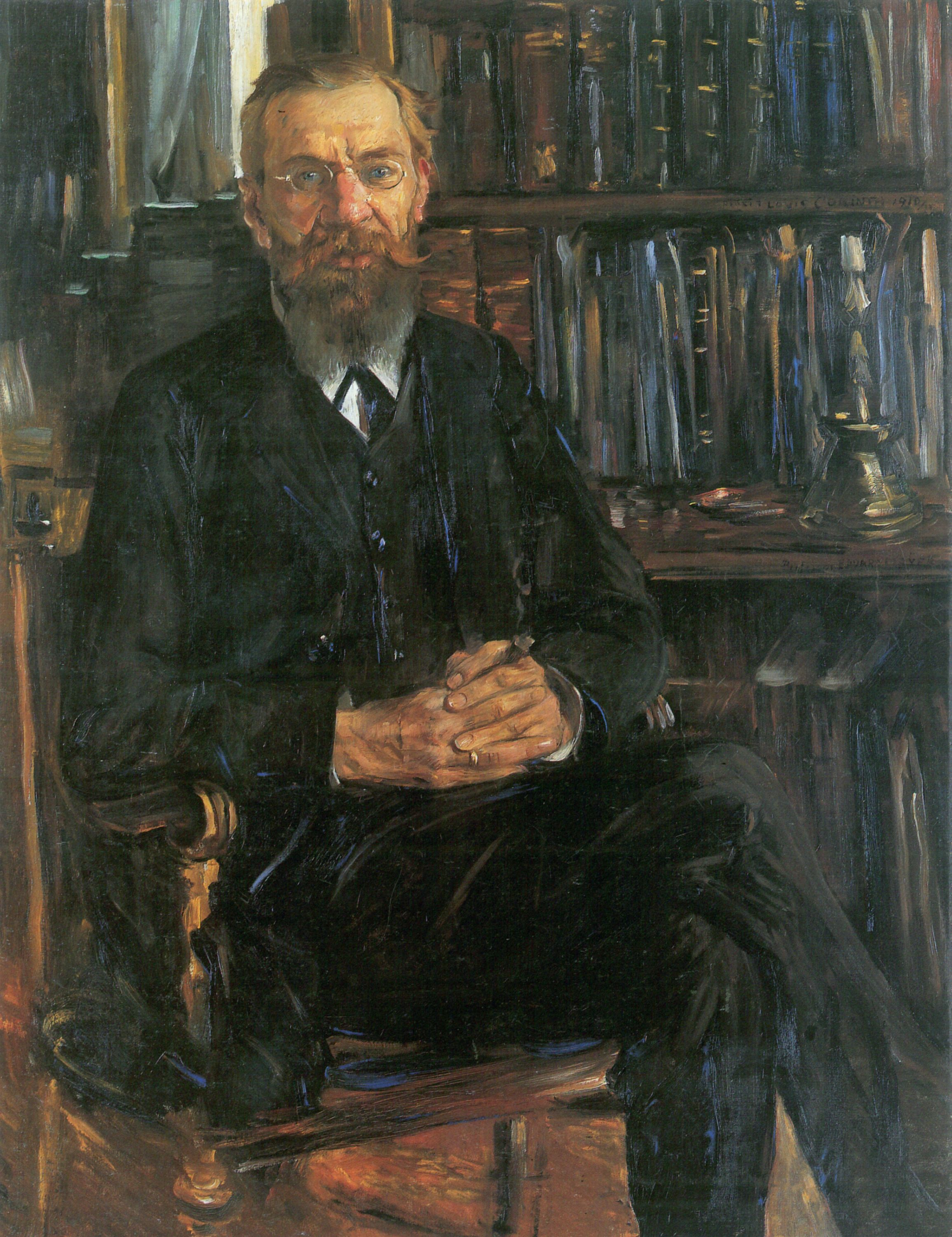
Eduard Meyer (1855–1930)

- Meyer, Eduard (1859–1931), deutscher Domänenpächter, Pflanzen- und Tierzüchter
- Meyer, Eduard (* 1869), deutscher Verwaltungsjurist und Bezirksoberamtmann
- Meyer, Eduard (* 1874), Landtagsabgeordneter
- Meyer, Eduard (1885–1965), deutscher Agrarwissenschaftler, Tierzuchtleiter und Pferdezüchter
- Meyer, Eduard (1888–1977), deutscher Philosoph, Psychologe und Hochschullehrer
- Meyer, Eduard (1895–1931), deutscher Rechtsanwalt
- Meyer, Edvard Emil (1803–1879), dänischer Kaufmann und kommissarischer Inspektor in Grönland
- Meyer, Edward C. (1928–2020), US-amerikanischer General der US Army

### Meyer, Eg
- Meyer, Egon (* 1929), deutscher Flottillenadmiral der Deutschen Marine

### Meyer, El
- Meyer, Ela (* 1973), deutschsprachige Autorin
- Meyer, Elana (* 1966), südafrikanische Langstreckenläuferin
- Meyer, Elard Hugo (1837–1908), deutscher Volkskundler und Indogermanist
- Meyer, Elias (1718–1798), Gründer der neuzeitlichen jüdischen Gemeinde in Einbeck
- Meyer, Elisabeth Hilmo (* 1976), norwegische Handballspielerin
- Meyer, Elise (1825–1878), Schweizer Dichterin
- Meyer, Elizabeth (* 1953), US-amerikanische Seglerin und Geschäftsfrau
- Meyer, Elke (* 1963), deutsche Schriftstellerin
- Meyer, Elsbeth (1911–1948), Schweizer Lehrerin und Bildhauerin

### Meyer, Em
- Meyer, Emanuel (1813–1895), Schweizer Unternehmer und Politiker
- Meyer, Emil (1841–1899), deutscher Unternehmer und Bankier, Geheimer Kommerzienrat und Wohltäter
- Meyer, Emil (1869–1949), deutscher Prediger und Evangelist
- Meyer, Emil Heinrich (1886–1945), deutscher Manager
- Meyer, Emil Johannes (1885–1949), deutscher Verleger und Autor
- Meyer, Emil Karl Friedrich (1792–1861), preußischer Generalmajor
- Meyer, Emile (1910–1987), US-amerikanischer Schauspieler
- Meyer, Emily (* 2001), österreichische Tennisspielerin
- Meyer, Emma Eleonore (1859–1921), dänische Malerin
- Meyer, Emmy (1866–1940), deutsche Malerin

### Meyer, En
- Meyer, Enno (1913–1996), deutscher Gymnasiallehrer, Historiker und Autor

### Meyer, Ep
- Meyer, Ephraim (1779–1849), deutscher Geldwechsler und Bankier

### Meyer, Er
- Meyer, Erhard (* 1942), deutscher Fußballspieler
- Meyer, Erich (1874–1927), deutscher Internist
- Meyer, Erich (1884–1955), deutscher evangelischer Theologe und Mitglied der kurhessischen Ständeversammlung
- Meyer, Erich (1897–1967), deutscher Kunsthistoriker
- Meyer, Erich (1898–1983), deutscher Grafiker und Typograf
- Meyer, Erich (1900–1968), deutscher Politiker (SPD), MdB
- Meyer, Erich (* 1905), deutscher nationalsozialistischer Rassentheoretiker
- Meyer, Erich (* 1951), österreichischer Ingenieur, Amateurastronom und Asteroidenentdecker
- Meyer, Erna (1890–1975), deutsche, später israelische Volkswirtschaftlerin und Publizistin
- Meyer, Ernst (1791–1858), deutscher Botaniker
- Meyer, Ernst (1797–1861), deutsch-dänischer Genremaler, Zeichner und Radierer
- Meyer, Ernst (1869–1914), preußischer Forstbeamter
- Meyer, Ernst (1871–1931), deutscher Lehrstuhlinhaber für Psychiatrie; Prorektor der Albertus-Universität
- Meyer, Ernst (1886–1948), Bürgermeister von Celle
- Meyer, Ernst (1887–1930), kommunistischer PolitikerErnst Meyer (1887–1930)

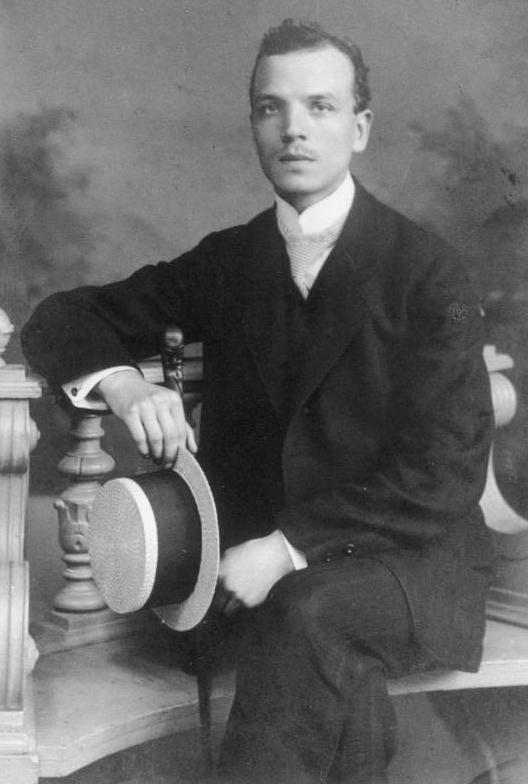
Ernst Meyer (1887–1930)

- Meyer, Ernst (1888–1968), deutscher Schliemannforscher
- Meyer, Ernst (1892–1969), deutscher Wissenschaftler und Politiker (SPD), MdB
- Meyer, Ernst (1898–1975), deutscher Althistoriker
- Meyer, Ernst (1908–1972), deutscher Versicherungsjurist und -manager
- Meyer, Ernst (1920–2007), deutscher Pädagoge
- Meyer, Ernst (1932–2008), dänischer Schauspieler
- Meyer, Ernst (* 1942), Schweizer Fussballspieler
- Meyer, Ernst Fredrik Wilhelm (1847–1925), schwedischer Politiker, Mitglied des Riksdag und Finanzminister
- Meyer, Ernst Heinrich Wilhelm (1870–1948), deutscher Jurist und Schriftsteller
- Meyer, Ernst Hermann (1905–1988), deutscher Komponist, Musikwissenschaftler und Musiksoziologe
- Meyer, Ernst Ludolf (1848–1922), deutscher Maler
- Meyer, Ernst von (1847–1916), deutscher Chemiker und Chemiehistoriker
- Meyer, Ernst Wilhelm (1779–1868), deutscher Orgelbauer
- Meyer, Ernst-Otto (1927–2010), deutscher Fußballspieler
- Meyer, Erwin (1888–1970), deutscher Verwaltungsjurist
- Meyer, Erwin (1899–1972), deutscher Physiker

### Meyer, Es
- Meyer, Esaias (1684–1771), Bürgermeister Heilbronns

### Meyer, Eu
- Meyer, Eugen (1868–1930), deutscher Ingenieur
- Meyer, Eugen (1893–1972), deutscher Historiker und Archivar
- Meyer, Eugene (1875–1959), US-amerikanischer Bankier und Zeitungsmagnat, 1. Präsident der WeltbankEugene Meyer (1875–1959)

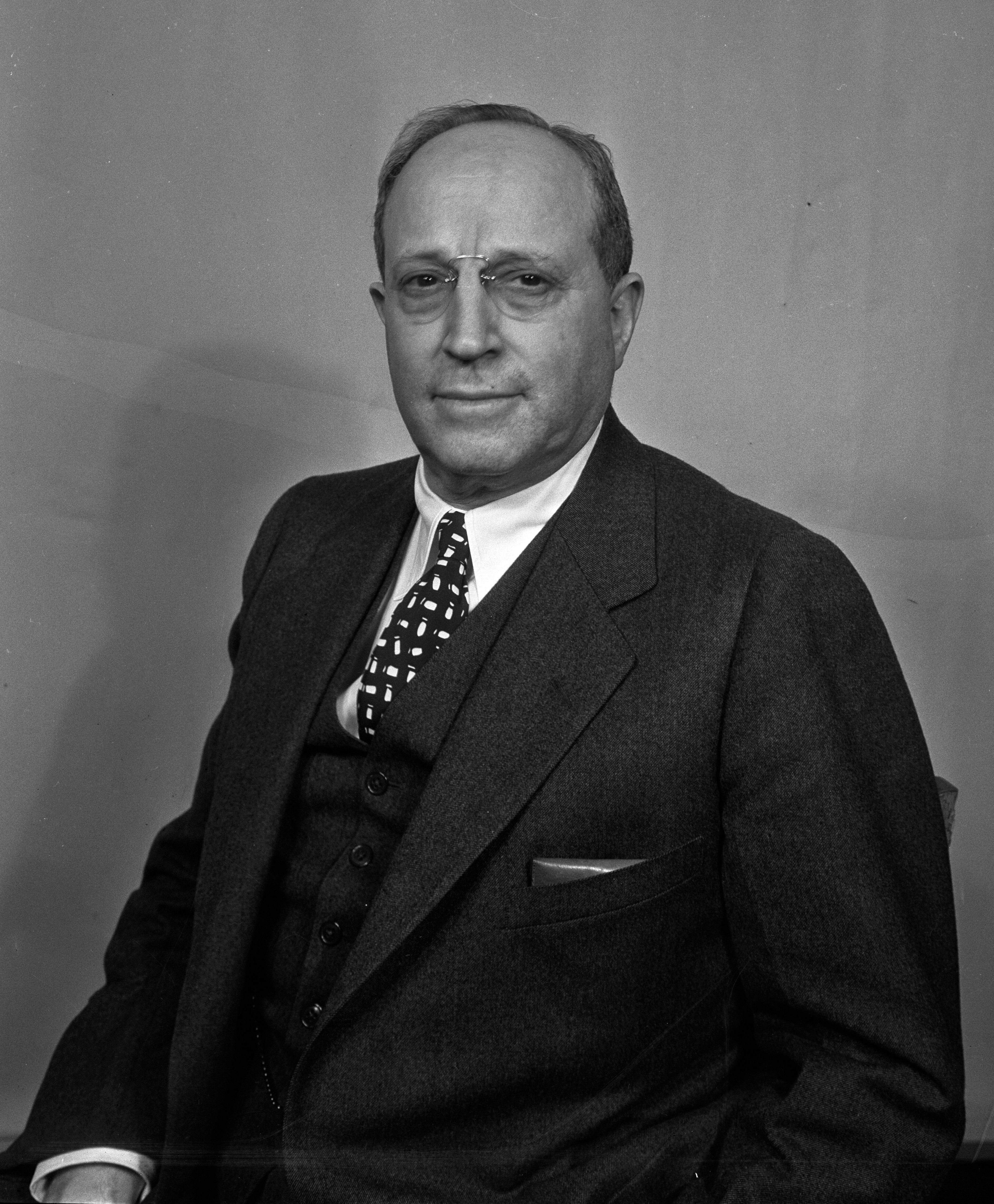
Eugene Meyer (1875–1959)

### Meyer, Ev
- Meyer, Eva (* 1950), deutsche Philosophin, Schriftstellerin und Filmemacherin
- Meyer, Eve (1928–1977), US-amerikanisches Model, Schauspielerin und Filmproduzentin

### Meyer, Ew
- Meyer, Ewald (1911–2003), deutscher Kunstmaler und Grafiker